# 肯氏光鰓魚
肯氏光鰓魚（學名：Chromis kennensis），又稱肯氏光鰓雀鯛，是輻鰭魚綱鱸形目雀鯛科光鰓魚屬的其中一種，分布於西南太平洋珊瑚海置豪勳爵島、澳洲東部、新喀里多尼亞及東加海域，本魚體呈卵圓形且側扁，體呈藍色，胸鰭基部有一大黑斑，尾鰭黃色且上下葉邊緣淡藍色，臀鰭及背鰭硬棘部邊緣黑色，棲息在珊瑚礁區，以浮游生物為食，繁殖期時成對出現，雄魚會守護卵直到孵化，生活習性不明。